# Antoon Bartmann
Antonius Jozef Bartmann (Zwolle, 12 juni 1925 - Mauthausen, 14 augustus 1944) was Engelandvaarder en oorlogsslachtoffer.

## Familie
Bartmann is geboren in Zwolle en groeide op in een katholiek milieu. Zijn vader was werkzaam bij de Staatsspoorwegen, onder meer in de functie van onderstationschef te Rotterdam-Feijenoord en laatstelijk als controleur 1ste klasse. Zijn moeder Lamberta Maria Heuperman was dochter van een Hedelse stationschef.

## Biografie
Eerst bezoekt Bartmann een internaat te Heythuysen om vervolgens op z'n 13de jaar - blijkbaar bestemd voor het priesterambt - bij de franciscanen aan het Sint-Anthonisgymnasium te Megen Godgeleerdheid te gaan studeren. Een jaar later breekt de Tweede Wereldoorlog uit.
Antoon Bartmann is 18 jaar en woonachtig en werkzaam in Utrecht als kok wanneer hij besluit om via de zuidelijke route over de Pyreneeën naar Engeland uit te wijken; hij zal een van de jongste Engelandvaarders zijn. Onderweg naar neutraal gebied meldt hij zich In Toulouse bij de Résistance, die vluchtelingen opvangt en naar de grens  met de Spaanse Staat begeleidt. Hij wordt ingedeeld bij een konvooi van 26 man, dat bestaat uit gestrande geallieerde gevechtspiloten, een Joodse vluchteling en andere Engelandvaarders De lokale berggidsen Henri Marot en Pierre Treillet begeleiden het konvooi.
Tijdens een zware voettocht door het besneeuwde gebergte wordt het konvooi op de Col de Portet d'Aspet verraden en bij de ’Cabane des Evadés’ door een nazi-patrouille onder vuur genomen. Slechts een klein aantal vluchtelingen weet te ontkomen. Bartmann wordt gearresteerd en op 8 februari 1944 door de nazi-grenspolitie van het commissariaat Foix aan verhoor onderworpen.
Aanvankelijk is na de oorlog niets over het lot van Bartmann bekend. Men vreest dat hij in het concentratiekamp Buchenwald is overleden. Pas op 16 december 1949 wordt te Utrecht aangifte gedaan van zijn overlijden. Hij blijkt op 19-jarige leeftijd in concentratiekamp Mauthausen te zijn omgekomen.
De familie van Antoon Bartmann heeft meer offers in de oorlog moeten brengen. Zijn vader Karel Bartmann is tijdens een dienstreis op 6 november 1944 te Gouda gedood door een beschieting. Zijn oudere broer Willem werd als dwangarbeider aan het spoor te werk gesteld bij de reparatiewerkplaats Opladen te Leverkusen. Het complex was veelvuldig doelwit van geallieerde bombardementen. Willem Bartmann is er op 30-jarige leeftijd om het leven gekomen en op de erebegraafplaats aldaar begraven.